# 西谷敬
西谷敬（にしたに けい、1937年1月10日- 2020年７月）は、日本の哲学者、奈良女子大学名誉教授。

## 経歴
神戸市生まれ。兵庫県立神戸高等学校卒、1959年京都大学文学部哲学科卒、64年同大学院文学研究科博士課程単位取得。1964年神戸女学院中学部・高等学部教諭、68年神戸女学院大学講師、71年助教授、78年教授、1984年奈良女子大学文学部教授、99年定年退官、名誉教授、龍谷大学文学部哲学科教授。2007年退任。

## 著書
- 『社会科学における探究と認識』未来社 1990
- 『関係性による社会倫理学』晃洋書房 2006
- 『文化と公共性 和辻倫理学の再構築』晃洋書房 2013

共編
- 『哲学の現在 5実践哲学の現在』青木隆嘉、鷲田清一共編 世界思想社 1992

### 翻訳
- E.シュトレーカー『現代哲学の根本問題 第6巻 科学哲学の根本問題』常俊宗三郎共訳 晃洋書房 1977
- 『ディルタイ全集 第4巻 世界観と歴史理論』長井和雄、竹田純郎共編集 法政大学出版局 2010